# Fachverband Dampfkessel-, Behälter- und Rohrleitungsbau
Der Fachverband Dampfkessel-, Behälter- und Rohrleitungsbau (FDBR) ist ein Fachverband, in dem mehr als 180 Unternehmen aus dem Bereich Kraftwerks- und Chemieanlagenbau zusammengeschlossen sind. Zwischenzeitlich lautet die Bezeichnung Fachverband Anlagenbau – Energie. Umwelt. Prozessindustrie. (FDBR), inzwischen  Verband für Anlagentechnik und IndustrieService e. V. (VAIS).
Der Verband dient dem Informationsaustausch unter den Mitgliedern, der Information, Schulung und Beratung. Außerdem betreibt der Verband Öffentlichkeits- und politische Lobbyarbeit.
Der FDBR arbeitet bei der Erstellung und Pflege nationaler und internationaler Normen mit und gibt selbst eigene Empfehlungen und Richtlinien heraus, die im Bereich des Anlagenbaus auf nationaler Ebene vielfach als Standards anerkannt sind.
Der FDBR bietet allen Mitgliedern ein breites, systematisches Forum an Gremien, Ausschüssen, Informationsveranstaltungen und viel mehr. Hier vermittelt der FDBR z. B. aktuelle Informationen und fachliches Wissen zu neuen Technologien, Gesetzen oder Marktentwicklungen. Ferner können die Mitglieder sich direkt und konstruktiv untereinander austauschen.
Am 12. Dezember 2019 stimmten die Mitglieder des FDBR Fachverband Anlagenbau und der Verbände WVIS – Wirtschaftsverband für Industrieservice sowie des gemeinsamen Dachverband SET im Rahmen einer außerordentlichen Mitgliederversammlung für die Verschmelzung der vorgenannten Verbände.
Ziel der strategischen Neuausrichtung war es, auf die rasant geänderten Rahmenbedingungen und Marktanforderungen bei Energie- und Industrieanlagen und deren Service angemessen zu reagieren.
Im Zuge der Neuausrichtung haben die Mitglieder für den Verbändeverbund am 7. Mai 2020 einen neuen Verbandsnamen gewählt. Der ehemalige FDBR tritt nunmehr auf als VAIS Verband für Anlagentechnik und IndustrieService e.V.
Die ebenfalls neu strukturierten neuen Fachbereiche bilden mit ihren Schwerpunkten die Kernthemen der Branche ab:
- Fachbereich 1: Anlagenbau & Komponenten
- Fachbereich 2: Industrie- & Anlagenservice
- Fachbereich 3: Digitalisierung & Künstliche Intelligenz
- Fachbereich 4: Neue Technologien & Umwelt
- Fachbereich 5: Wirtschaftspolitik & Imageförderung